# Дацич, Миша
Ми́ша Да́цич (серб. Миша Дацић, настоящее имя Мирослав; род. 1978, Ниш) — сербский пианист.
Учился на музыкальных отделениях Нишского университета у Драгослава Ачимовича и Новисадского университета у Кемала Гекича. В 1992 г. стал первым победителем Международного конкурса пианистов в Нови-Саде, в 1993 и 1994 гг. выиграл Югославский национальный конкурс юных пианистов (в 1993 г. получил также специальный приз за лучшее исполнение произведений Сергея Рахманинова). После выступления в 1996 г. на Международном конкурсе пианистов имени Листа в Будапеште, где он был самым юным участником, входивший в состав жюри Лазарь Берман пригласил его продолжить обучение в его фортепианной школе в Италии, где Дацич и учился в 1997—2003 гг., спорадически концертируя в различных городах Италии.
Международная карьера Дацича началась с записи его первого альбома, «Приношение Горовицу» (фр. Hommage à Horowitz), сделанной за один день (28 июля 2002 г.) непосредственно в репетиционном зале Новисадского университета и включавшей произведения Доменико Скарлатти, Вольфганга Амадея Моцарта, Фридерика Шопена, Николая Метнера, а также выполненные самим Горовицем фортепианные переложения пьес Франца Листа и Жоржа Бизе. Как пояснял организовавший эту запись музыкальный педагог Алан Фрейзер, Дацич

… преклоняется перед Горовицем, временами усиленно слушает записи великого мастера. Порой можно уловить сходство во фразировке. Некоторые обвиняют его в подражании, но я вижу здесь другое. Если ты вступаешь на сходный путь, приходишь к сходным музыкальным и пианистическим решениям силой живущего внутри тебя художественного образа, требующего своего воплощения, — это не имитация.

Сделанная Фрейзером запись получила высочайшую оценку Гизеллы Бродски, куратора Международного фортепианного фестиваля в Майами:

Когда я услышала его игру, я прослезилась. У него не было ничего: ни [профессиональных] записей, ни видео, ни DVD. Но это дар от природы. Даже упражняясь по 10 часов в день, не сыграешь так, как играет этот мальчик.

Дацич был приглашён для участия в программе «Открытие» фестиваля в Майами, после чего остался во Флориде и ещё на протяжении трёх лет занимался в Университете Майами у Фрэнка Купера, изучая также джаз под руководством Филиппа Стрейнджа. Провёл в 2005 г. цикл юбилейных концертов к столетию Владимира Горовица, гастролировал в США, Италии, Турции, Гватемале, Панаме, Ямайке. В 2003 г. принял участие в Фестивале Марты Аргерих в Лугано, участвовал также в многочисленных американских музыкальных фестивалях — в том числе в Шопеновском фестивале в Эль-Пасо. Его дальнейшей карьере сопутствовали высокие оценки критиков, отмечавших, в частности:

У Дацича замечательная техника. Он поистине повелитель клавиш. Однако, что гораздо важнее, он ещё и тонко чувствующий, поэтичный художник. Его рахманиновский вечер стал одним из наиболее чистых проявлений блестящего пианизма на протяжении последних сезонов. <…> Он исполнял эту музыку с природной романтичностью и подлинной русской душой! Нечасто меланхолия и ностальгия рахманиновской музыки воплощается в жизнь с такой страстью и красотой!

«Превосходным и глубоко понимающим пианистом» называет Дацича и рецензент его бразильских гастролей 2008 года.
В 2009 г. Дацич выпустил DVD-диск с концертной видеозаписью, включающей произведения Доменико Скарлатти, Иоганна Себастьяна Баха, Фридерика Шопена, Ференца Листа и Сергея Рахманинова. В 2010 г. пресса выделяла его совместные выступления с легендарной скрипачкой Идой Гендель.
В 2018 году вместе со Златой Чочиевой выступил организатором музыкального фестиваля в Музее-усадьбе С. В. Рахманинова в Ивановке (Тамбовская область). Фортепианный дуэт Дацича и Чочиевой гастролировал и на других концертных площадках России, исполняя, в частности, выполненное Дацичем переложение симфонической поэмы Рахманинова «Колокола» для двух фортепиано.